# Interkulturelle Woche
Die bundesweite Interkulturelle Woche (IKW) ist eine Initiative der Deutschen Bischofskonferenz, der Evangelischen Kirche in Deutschland und der Griechisch-Orthodoxen Metropolie. Sie findet seit 1975 jeweils Ende September statt.

## Trägerschaft und Organisation
Die Interkulturelle Woche wird von Kirchen, Gewerkschaften, Wohlfahrtsverbänden, Kommunen, Integrationsbeauftragten und -beiräten, Migrantenorganisationen sowie Initiativgruppen unterstützt und mitgetragen. In mehr als 600 Städten und Gemeinden werden rund 5.000 Veranstaltungen durchgeführt. Der bundesweite Tag des Flüchtlings ist Bestandteil der IKW.
Der Ökumenische Vorbereitungsausschuss (ÖVA) zur Interkulturellen Woche bereitet die jährlich stattfindende Interkulturelle Woche (IKW) bundesweit vor. Er empfiehlt eine inhaltliche Schwerpunktsetzung, führt jährlich die bundesweite Vorbereitungstagung zur Interkulturellen Woche durch, stellt Materialien für die Vorbereitungsgruppen vor Ort zur Verfügung und organisiert eine zentrale bundesweite Auftakt-Veranstaltung. In den ÖVA werden von den Kirchen 15 Mitglieder berufen. Bis zu sechs weitere Mitglieder werden aus Institutionen, Organisationen und gesellschaftlich wichtigen Bereichen kooptiert.

## Geschichte
Ein Vorläufer der Interkulturellen Woche war der „Tag des ausländischen Mitbürgers“, der ab 1975 vielerorts durchgeführt wurde. 1983 wurde daraus die „Woche des ausländischen Mitbürgers“.
„Neue Räume“ ist das Motto der IKW 2023. Der vorgeschlagene Zeitraum ist vom 24. September bis zum 1. Oktober.